# Stazione di Villa delle Ginestre
La stazione di Villa delle Ginestre è una stazione della ferrovia Circumvesuviana, sita nel comune di Torre del Greco.
Si trova sulla ferrovia Napoli-Pompei-Poggiomarino.
Originariamente denominata "Via Agnano" , come la strada sulla quale sorge, assunse l'attuale denominazione sul finire degli anni Novanta, data la vicinanza a Villa delle Ginestre, residenza in cui soggiornò Giacomo Leopardi.

## Storia
La stazione fu attivata nel 1948, al termine dei lavori di raddoppio della linea per Napoli, anno in cui entrò in servizio anche il fabbricato viaggiatori.

## Strutture e impianti
La stazione è dotata di un fabbricato viaggiatori, dal quale si ha accesso al primo binario (in direzione Napoli), che ospita una piccola sala d'attesa e la biglietteria, ormai disabilitata. L'accesso alla seconda banchina (in direzione Poggiomarino) avviene direttamente dalla strada.
Si contano due binari passanti.

## Movimento passeggeri e ferroviario
Il movimento passeggeri è buono, soprattutto nelle ore di punta, in direzione Napoli e per gli studenti della scuola media statale "Giovanni Battista Angioletti". Durante il periodo che va da fine maggio a metà settembre, il movimento passeggeri è particolarmente intenso per la vicinanza del parco acquatico "Valle dell'Orso". Nella stazione fermano solo i treni accelerati provenienti da Napoli o Poggiomarino, oltre ai pochi treni limitati a Torre Annunziata.

## Servizi
La stazione non dispone di alcun servizio.